# La ràdio a Catalunya
La primera estació de radio de Catalunya va ser en 1924 EAJ-1 Radi Barcelona. El nom prové dels codis dels radioaficionats: E per Espanya, AJ perquè així es diuen les estacions de telegrafia sense fils, i 1 per ser la primera.

## Inicis
Des d'un començament la ràdio compta amb un nombre d'adeptes important, que segueixen l'evolució del nou mitjà. A Catalunya, es comença a parlar de la ràdio a principi del segle xx, en arribar les notícies dels experiments que es realitzen habitualment a París, Londres o Alemanya. Editors, enginyers i comerciants del ram electrònic s'interessen pel fenomen, ja que veuen en la radiodifusió possibilitats comercials i econòmiques. El primer radioclub es funda l'any 1922, abans de disposar d'emissores regulars. Els radioclubs donaran origen a diverses estacions locals durant la Segona República: Ràdio Terrassa, Ràdio Sabadell o Ràdio Manresa. L'existència d'estacions d'ona mitjana es complementa amb les estacions dels radioafeccionats en ona curta. L'any 1936, de les 363 estacions registrades a l'estat espanyol, 133 són catalanes.
L'Asociación Nacional de Radiodifusión es crea a Barcelona l'any 1924 i impulsa la primera estació radiofònica regular de l'estat espanyol: Ràdio Barcelona, que s'inaugura oficialment el 14 de novembre del mateix any. Uns mesos després inicia les emissions Ràdio Catalana i l'any 1930 comença a emetre Ràdio Associació de Catalunya, que tria el terreny de la defensa de la catalanitat com a tret diferenciador.
Les primeres emissions creen una gran expectació entre la població. Els oients poden gaudir d'una programació, durant unes poques hores al dia, que ha de superar nombrosos problemes tècnics. La música en directe als estudis de l'emissora, les retransmissions o a la radiació de discos configuren el gruix de les emissions de la primera època. Una música combinada amb altres programes culturals com conferències, obres de teatre o espais dedicats al públic femení o als infants. La ràdio es converteix en un mitjà d'informació i entreteniment que contribueix a la difusió de la cultura i realitza un destacat paper pedagògic entre la població. El primer informatiu La Palabra no arriba a les ones de Ràdio Barcelona fins a l'any 1930.

## Etapa republicana
A l'època republicana, la ràdio viu una etapa d'esplendor i assoleix un important rol entre la ciutadania. L'aprovació de la Constitució garanteix la recuperació de les llibertats individuals i col·lectives i afavoreix la lliure expressió de les idees i pensaments de sectors socials, que en l'etapa de la dictadura del general Primo de Rivera havien quedat exclosos d'aquesta possibilitat. L'abolició del control i la censura permet desenvolupar la informació de l'actualitat social i política del país.
La Generalitat és sensible a la importància de la ràdio i la utilitza al servei del procés de reconstrucció nacional: el mitjà actua multiplicant profitosament l'acció de govern. En aquest període, en el qual els grups socials i polítics accedeixen a les emissores de tot Catalunya, la ràdio tindrà l'oportunitat d'iniciar-se com a instrument de comunicació política. El període és especialment ric en esdeveniments: Ràdio Barcelona ofereix els micròfons al president Macià per proclamar la República Catalana el 14 d'abril de 1931 i a l'octubre del 1934 el president Companys, des del balcó de la Generalitat de Catalunya, proclama l'Estat Català dins de la República Federal Espanyola. Uns fets que provocaran l'any 1934 l'empresonament del Govern de la Generalitat, la suspensió de l'Estatut i la implantació de la censura governativa a les emissions radiofòniques.
La legislació republicana permet la creació d'emissores de petita potència, per tal que el servei de radiodifusió arribi als nuclis de població més reduïts i no tan sols a les grans ciutats. El decret del 1932 possibilita el naixement de nou noves emissores locals: Badalona, Girona, Lleida, Manresa, Reus, Sabadell, Tarragona, Terrassa i Vilanova i la Geltrú, (Ràdio Vilanova). Tot i els intents per crear un servei de radiodifusió públic a l'estat espanyol, aquest objectiu no s'assolirà. La Generalitat tampoc podrà fer-ho, ja que els fets polítics posteriors truncaran el procés normal i democràtic endegat.
La ràdio aconsegueix ràpidament quotes de gran popularitat gràcies a les millores tècniques i programàtiques. El desenvolupament de la publicitat radiada contribueix de manera decisiva a la consolidació de les estacions, ja que constitueix una important via de finançament. Els professionals adeqüen les formes expressives i els gèneres radiofònics a les característiques específiques del mitjà i opten per l'especialització dels continguts. Es configura una ràdio lligada a la realitat social, que actua com a baròmetre de les tensions. La informació serà un argument central i la música tindrà un paper molt important, però l'element característic d'aquesta etapa és sobretot la llengua, ja que les emissions radiofòniques són pràcticament totes en català. Una situació que accelera el procés de recuperació del prestigi social de la llengua i contribueix a la competència lingüística dels oients.
Durant la República, la ràdio es consolida com a mitjà de comunicació de masses, influeix en les actituds polítiques i culturals i contribueix a la conformació de l'opinió pública.

## Guerra Civil
L'evolució de la ràdio queda truncada amb el cop d'estat del 18 de juliol. Els insurrectes utilitzen les emissions radiofòniques, des del primer moment, per potenciar i estendre el moviment sediciós i el Govern republicà i la Generalitat per donar compte de la situació i per explicar el sentit de la revolta contra la legalitat constitucional.
La Generalitat s'apropia les dues emissores barcelonines (Ràdio Barcelona i Ràdio Associació) i crea la Comissaria de Radiodifusió, que depèn del Departament de Cultura. Més endavant, la Generalitat deroga el decret d'apropiació anterior, intervé les emissores i crea la Direcció General de Radiodifusió, que depèn del Departament de Presidència. Uns canvis que tenen com a objectiu controlar les emissions i centralitzar i coordinar millor l'activitat que realitzen les diverses conselleries a la ràdio. De fet, la radiodifusió, en aquest període, es converteix en el cordó umbilical que manté comunicats els governants amb la població civil i els ciutadans entre si. La ràdio és el mitjà utilitzat per alertar la població del perill de bombardeig o per explicar les accions de govern. Una activitat comunicativa que contribueix a fer que la guerra deixi de ser una cosa que es viu al front per implicar-hi tota la població.
En aquest context bèl·lic, els diferents partits polítics i les organitzacions sindicals fan servir les emissores d'ona curta per difondre missatges propagandístics, informacions ciutadanes o notícies sobre la guerra. Els nacionals també creen una munió d'emissores d'ona curta i aquesta proliferació d'estacions i el fet que cada bàndol pugui escoltar les emissions de l'enemic fomenta la «guerra d'ones». Una mena de laboratori en el qual es proven tècniques innovadores per aprofitar el potencial del mitjà com a arma de guerra. Un aprenentatge que després serà utilitzat en posteriors conflictes bèl·lics.
Joan Tomàs i Parés dirigint una emissió en directe a Ràdio Barcelona en la dècada de 1940
La ràdio jugarà un paper molt important durant tota la Guerra Civil Espanyola: com a aparell de comunicació insubstituïble entre zones incomunicades, com a element de propaganda política i de coordinació de l'activitat productiva, especialment al sector dels avituallaments, i com a eina cultural i lingüística. Una activitat cultural i lingüística que quedarà truncada amb l'entrada dels nacionals a Barcelona l'any 1939, ja que l'exèrcit guanyador ocuparà l'única estació en funcionament: Ràdio Associació de Catalunya. Serà el començament d'un llarg període de control, censura prèvia i d'absència del català a les ones.

## Actualment
L'alta competitivitat entre els diferents operadors radiofònics a Catalunya, però també a l'estat espanyol, lluny d'afavorir l'exploració de noves formes comunicatives i d'alternatives de negoci, ha generat un efecte invers. En general, el disseny de l'oferta s'ha fonamentat en el reforçament de l'star-system i l'explotació d'estratègies programàtiques que a curt termini asseguressin l'èxit dels emissors més potents. Aquesta limitada visió del potencial expressiu del mitjà ha accentuat l'homogeneïtzació de les programacions de les ràdios generalistes, adreçades a tots els públics, i de les temàtiques musicals.
De retruc, els estudis d'audiència de referència per als principals operadors, com l'EGM Baròmetre Catalunya, han evidenciat una progressiva disminució de la penetració social del mitjà entre els sectors de població més jove i el consegüent envelliment de l'audiència, circumstància alarmant per a les temàtiques musicals. Tradicionalment, s'ha considerat que els joves arribaven a la ràdio a través de la música, però aquesta última dada posa en qüestió aquesta afirmació. Ara bé, els hàbits de consum mediàtic s'estan modificant i, en el cas de la ràdio, es manifesten en una disminució del temps d'exposició i freqüència al mitjà i, a més, en un decreixement de la fidelització a una emissora o cadena.
Aquesta realitat accentua la necessitat de renovació. A Catalunya, la modernització de la ràdio s'està produint en el marc de l'entorn digital, que ha obert les portes al desenvolupament d'un nou model de comunicació radiofònica, liderat per les bitcasters. Amb aquest terme es defineixen els llocs web que difonen continguts sonors a través d'Internet i s'aplica tant a les empreses radiofòniques convencionals que s'han incorporat progressivament a la xarxa com a aquells projectes que s'han gestat en el si d'aquesta.
Pel que fa a les primeres, les anomenades ràdios convencionals, la presència a la xarxa els ha facilitat l'ampliació i diversificació de l'oferta i, en alguns casos, també l'especialització. En un primer moment, la presència en línia es va reduir a una rèplica de l'emissió analògica i a un compendi d'informacions sobre la programació i/o l'empresa radiofònica. Amb el temps, l'explotació del potencial de la xarxa ha esdevingut una estratègia programàtica fonamental per al desenvolupament i difusió de la marca radiofònica.
Des d'aquesta perspectiva, les bitcasters han transformat la manera d'entendre la radiodifusió sonora convencional, ja que, en bona part, col·laboren en la regeneració d'algunes pràctiques circumscrites als següents àmbits:

## Ràdio que s'escolten a Catalunya

### Ràdios de Catalunya
| Logo | Emissores            | Tipus d'emissora | Genero musical                 | Grup                             | Idioma          | Emissió |
|      | Catalunya Radio      | Generalista      | ---                            | CCMA                             | Català          | FM      |
|      | Rac 1                | Generalista      | ---                            | Grupo Godo                       | Català          | FM      |
|      | Catalunya Informacio | Generalista      | ---                            | CCMA                             | Català          | FM      |
|      | Ser Catalunya        | Generalista      | ---                            | PRISA                            | Català Castellà | FM      |
|      | Radio 4              | Generalista      | ---                            | RNE                              | Català          | FM      |
|      | Ràdio estel          | Religiosa        | ---                            | Fundació Missatge Humà i Cristià | Català          | FM      |
|      | Capital Radio        | Generalista      | ---                            | ---                              | Català          | FM      |
|      | Flaixbac             | Musical          | Pop                            | Grup Flaix                       | Català          | FM      |
|      | Flaix FM             | Musical          | Música electrònica i Reggaeton | Grup Flaix                       | Català Castellà | FM      |
|      | Digital Hits         | Musical          | Música electrònica             | Digital Hits Audiovisual         | Català          | FM      |
|      | Rac 105              | Musical          | Varietat musical               | Grupo Godo                       | Català          | FM      |
|      | Radio TeleTaxi       | Musical          | Flamenc i pop espanyol         | ---                              | Català Castellà | FM      |
|      | ICat                 | Musical          | Música i cultura               | CCMA                             | Català          | FM      |
|      | Catalunya Mùsica     | Musical          | Música clàssica                | CCMA                             | Català          | FM      |
| ---- | -------------------- | ---------------- | ------------------------------ | -------------------------------- | --------------- | ------- |

### Ràdios d'Espanya
| Logo | Emissores      | Tipus d'emissora | Genero musical                  | Grup         | Idioma   | Desconnexions | Emissió |
|      | SER            | Generalista      | ---                             | PRISA        | Castellà | Català        | FM      |
|      | COPE           | Generalista      | ---                             | ---          | Castellà | Català        | FM      |
|      | Onda Cero      | Generalista      | ---                             | ---          | Castellà | ---           | FM      |
|      | Radio Marca    | Esportiva        | ---                             | ---          | Castellà | ---           | FM      |
|      | Ràdio Nacional | Generalista      | ---                             | RNE          | Castellà | Català        | FM      |
|      | Radio 3        | Generalista      | ---                             | RNE          | Castellà | Català        | FM      |
|      | Radio 5        | Generalista      | ---                             | RNE          | Castellà | Català        | FM      |
|      | Los 40         | Musical          | Pop internacional, pop espanyol | PRISA        | Castellà | Català        | FM      |
|      | Cadena Dial    | Musical          | Música en espanyol              | ---          | Castellà | Català        | FM      |
|      | Rock FM        | Musical          | Rock                            | ---          | Castellà | Català        | FM      |
|      | Cadena 100     | Musical          | Varietat musical                | ---          | Castellà | Català        | FM      |
|      | Europa FM      | Musical          | Música dels 2000                | ---          | Castellà | Català        | FM      |
|      | Los 40 Clasic  | Musical          | Música dels 80 i els 90         | PRISA        | Castellà | Català        | FM      |
|      | Kiss FM        | Musical          | Música dels 80 i els 90         | Radio Blanca | Castellà | ---           | FM      |
|      | Los 40 Dance   | Musical          | Música electrònica              | PRISA        | Castellà | ---           | FM      |
|      | Melodia FM     | Musical          | Música dels 80 i els 90         | ---          | Castellà | Català        | FM      |
|      | Radiolé        | Musical          | Música en espanyol              | ---          | Castellà | ---           | FM      |
|      | Radio Clasica  | Musical          | Música clàssica                 | RNE          | Castellà | ---           | FM      |
| ---- | -------------- | ---------------- | ------------------------------- | ------------ | -------- | ------------- | ------- |

### Ràdios locals
| Nom de l'emissora              | Programació                                   | Àmbit                                             | Emissió        |
| Àrea de Ponent                 | Àrea de Ponent                                | Àrea de Ponent                                    | Àrea de Ponent |
| ------------------------------ | --------------------------------------------- | ------------------------------------------------- | -------------- |
| Alpicat Ràdio                  | Local / Musical                               | Alpicat                                           | FM             |
| EMUN FM Ràdio                  | Local                                         | Segrià                                            | FM             |
| Gum FM                         | Local                                         | Alt Pirineu i Penedès                             | FM             |
| Pròxima FM                     | Local                                         | Alt Pirineu i Terres de Ponent                    | FM             |
| Ponts Ràdio                    | Local                                         | Ponts                                             | FM             |
| Ràdio Albesa                   | Local                                         | Albesa                                            | FM             |
| Ràdio Alfarràs                 | Local                                         | Alfarràs                                          | FM             |
| Ràdio Alguaire                 | Local                                         | Alguaire                                          | FM             |
| Ràdio Almenar                  | Local                                         | Almenar                                           | FM             |
| Ràdio Arbeca                   | Local                                         | Garrigues                                         | FM             |
| Ràdio Artesa de Segre          | Local                                         | Artesa de Segre                                   | FM             |
| Ràdio Balaguer                 | Local                                         | Balaguer                                          | FM             |
| Ràdio Bellpuig                 | Local                                         | Bellpuig                                          | FM             |
| Ràdio Corbins                  | Local                                         | Corbins                                           | FM             |
| Ràdio Foradada                 | Local                                         | Foradada                                          | FM             |
| Ràdio les Borges               | Local                                         | Les Borges Blanques                               | FM             |
| Ràdio Pardinyes                | Local                                         | Pardinyes                                         | FM             |
| Ràdio Ponent                   | Local                                         | Ponent                                            | FM             |
| Ràdio Ponent FM                | Local                                         | Ponent                                            | FM             |
| Ràdio Rosselló                 | Local                                         | Rosselló                                          | FM             |
| Ràdio Seu                      | Local                                         | Seu d'Urgell                                      | FM             |
| Ràdio Sió                      | Local                                         | Ribera de Sió                                     | FM             |
| Ràdio Tàrrega                  | Local                                         | Tàrrega                                           | FM             |
| Ràdio Torrefarrera             | Local                                         | Torrefarrera                                      | FM             |
| Solsona FM                     | Local                                         | Solsona                                           | FM             |
| U-A-1                          | Local                                         | Lleida                                            | FM             |
| Àrea de Terres de l'ebre       |                                               |                                                   |                |
| Alcanar Ràdio                  | Local                                         | Alcanar                                           | FM             |
| Amposta Ràdio                  | Local                                         | Amposta                                           | FM             |
| Antena Caro                    | Local                                         | Roquetes                                          | FM             |
| CAM Ràdio                      | Local                                         | Camarles                                          | FM             |
| La Cala Ràdio                  | Local                                         | L'Ametlla de Mar                                  | FM             |
| La Plana Ràdio                 | Local                                         | Santa Bàrbara                                     | FM             |
| La Sénia Ràdio                 | Local                                         | La Sénia                                          | FM             |
| Ràdio Batea                    | Local                                         | Batea                                             | FM             |
| Ràdio Delta                    | Local                                         | Deltebre                                          | FM             |
| Ràdio Flix                     | Local                                         | Ribera d'Ebre nord                                | FM             |
| Radio Joventut                 | Local                                         | Terres de l'Ebre                                  | FM             |
| Radio Móra d'Ebre              | Local                                         | Móra d'Ebre                                       | FM             |
| Radio Móra la Nova             | Local                                         | Móra la Nova                                      | FM             |
| Ràdio Pista                    | Local                                         | Balenyà                                           | FM             |
| Ràdio Ràpita                   | Local                                         | Sant Carles de la Ràpita                          | FM             |
| Ràdio Tortosa                  | Local                                         | Tortosa                                           | FM             |
| Ràdio Ulldecona                | Local                                         | Ulldecona                                         | FM             |
| Imagina Ràdio                  | Local                                         | Terres de l'Ebre                                  | FM             |
| Àrea de Camp de tarragona      |                                               |                                                   |                |
| Alcover Ràdio                  | Local                                         | Alcover                                           | FM             |
| Altafulla Ràdio                | Local                                         | Altafulla                                         | FM             |
| Calafell Ràdio                 | Local                                         | Calafell                                          | FM             |
| Constantí Ràdio                | Local                                         | Constantí                                         | FM             |
| Ràdio Cunit                    | Local                                         | Tarragona                                         | FM             |
| L'Espluga FM Ràdio             | Local                                         | Espluga de Francolí                               | FM             |
| Manà Ràdio                     | Local                                         | El Vendrell                                       | FM             |
| Ràdio Montblanc                | Local                                         | Montblanc                                         | FM             |
| Ona la Torre                   | Local                                         | Torredembarra                                     | FM             |
| Ona Valls                      | Local                                         | Valls                                             | FM             |
| Punt 6 Ràdio                   | Local                                         | Reus                                              | FM             |
| Ràdio Banyeres                 | Local                                         | Banyeres del Penedès                              | FM             |
| Ràdio Cambrils                 | Local                                         | Cambrils                                          | FM             |
| Ràdio Cunit                    | Local                                         | Cunit                                             | FM             |
| Ràdio el Vendrell              | Local                                         | El Vendrell                                       | FM             |
| Ràdio Falset                   | Local                                         | Falset                                            | FM             |
| Radio Jove del Pla             | Musica                                        | El Pla de Santa Maria                             | FM             |
| Ràdio Juneda                   | Local                                         | Juneda                                            | FM             |
| Ràdio l'Hospitalet de l'Infant | Local                                         | L'Hospitalet de l'Infant                          | FM             |
| Ràdio la Canonja               | Local                                         | La Canonja                                        | FM             |
| Ràdio Montblanc                | Local                                         | Montblanc                                         | FM             |
| Ràdio Reus                     | Local                                         | Reus                                              | FM             |
| Ràdio Valls                    | Local                                         | Valls                                             | FM             |
| Roda de Berà Ràdio             | Local                                         | Roda de Berà                                      | FM             |
| Tarragona Ràdio                | Local                                         | Tarragona                                         | FM             |
| Tot Música Ràdio               | Local                                         | Tarragona                                         | FM             |
| Ràdio Sant Pere i Sant Pau     | Local                                         | Tarragona                                         | FM             |
| Àrea de Barcelona              |                                               |                                                   |                |
| 3de8 Ràdio                     | Local                                         | Penedès - Garraf                                  | FM             |
| 7deRàdio Barcelona             | Local                                         | Barcelona                                         | FM             |
| Amb2 FM                        | Local                                         | Barcelona i Cerdanya                              | FM             |
| Caldetes Ràdio                 | Local                                         | Caldes d'Estrac                                   | FM             |
| Ràdio Barberà                  | Local                                         | Barberà del Vallès                                | FM             |
| Betevé (ràdio)                 | Local                                         | Barcelona                                         | FM             |
| Boca Ràdio                     | Local                                         | Barcelona                                         | FM             |
| Canal Blau FM                  | Local                                         | Penedés - Garraf                                  | FM             |
| Cugat.cat Ràdio                | Local                                         | Sant Cugat del Vallès                             | FM             |
| Cerdanyola Ràdio               | Local                                         | Cerdanyola                                        | FM             |
| Cooltura FM                    | Local                                         | Sabadell                                          | FM             |
| El Prat Ràdio                  | Local                                         | El Prat                                           | FM             |
| La Marina FM                   | Local                                         | Barcelona                                         | FM             |
| Mataró Ràdio                   | Local                                         | Mataró                                            | FM             |
| Montcada Ràdio                 | Local                                         | Montcada i Reixac                                 | FM             |
| Nou Cinc.2                     | Local                                         | Terrassa                                          | FM             |
| Olesa Ràdio                    | Local                                         | Olesa de Montserrat                               | FM             |
| Ona Codinenca                  | Local                                         | Sant Feliu de Codines                             | FM             |
| Ona de Sants                   | Local                                         | Sants                                             | FM             |
| Ona Malgrat                    | Local                                         | Malgrat de Mar                                    | FM             |
| Penedès FM                     | Local                                         | Subirats                                          | FM             |
| Ona Bitlles                    | Local                                         | Sant Pere de Riudebitlles                         | FM             |
| Papiol FM                      | Local                                         | El Papiol                                         | FM             |
| Punt 7 Ràdio Sant Celoni       | Local                                         | Sant Celoni                                       | FM             |
| Premià de Dalt Ràdio           | Local                                         | Premià de Dalt                                    | FM             |
| Ràdio Abrera                   | Local                                         | Abrera                                            | FM             |
| Ràdio Activitat                | Local                                         | Sant Cebrià de Vallalta                           | FM             |
| Ràdio Arenys                   | Local                                         | Arenys de Mar                                     | FM             |
| Ràdio Arenys de Munt           | Local                                         | Arenys de Munt                                    | FM             |
| Ràdio Argentona                | Local                                         | Argentona                                         | FM             |
| Ràdio Ateneu del Clot          | Local                                         | El Clot                                           | FM             |
| Ràdio Barcelona                | Local                                         | Barcelona                                         | FM             |
| Ràdio Begues                   | Local                                         | Begues                                            | FM             |
| Ràdio Caldes                   | Local                                         | Caldes de Montbui                                 | FM             |
| Ràdio Calella                  | Local                                         | Calella                                           | FM             |
| Ràdio Canet                    | Local                                         | Canet de Mar                                      | FM             |
| Ràdio Castellar                | Local                                         | Castellar del Vallès                              | FM             |
| Ràdio Castelldefels            | Local                                         | Castelldefels                                     | FM             |
| Ràdio Cervelló                 | Local                                         | Cervelló                                          | FM             |
| Ràdio Ciutat de Badalona       | Local                                         | Badalona                                          | FM             |
| Ràdio Cornellà                 | Local                                         | Cornellà de Llobregat                             | FM             |
| Ràdio Cubelles                 | Local                                         | Cubelles                                          | FM             |
| Ràdio Despí                    | Local                                         | Sant Joan Despí                                   | FM             |
| Ràdio Desvern                  | Local                                         | Sant Just Desvern                                 | FM             |
| Ràdio Esparreguera             | Local                                         | Esparreguera                                      | FM             |
| Ràdio Foix                     | Local                                         | Torrelles de Foix                                 | FM             |
| Ràdio Gelida                   | Local                                         | Gelida                                            | FM             |
| Ràdio Gràcia                   | Local                                         | Vila de Gràcia                                    | FM             |
| Ràdio Granollers               | Local                                         | Granollers                                        | FM             |
| Ràdio la Llagosta              | Local                                         | La Llagosta                                       | FM             |
| Ràdio Litoral                  | Local                                         | Sant Pol de Mar                                   | FM             |
| Ràdio Maricel                  | Local                                         | Sitges                                            | FM             |
| Ràdio Martorell                | Local                                         | Martorell                                         | FM             |
| Ràdio Mediona                  | Local                                         | Mediona                                           | FM             |
| Ràdio Molins de Rei            | Local                                         | Molins de Rei                                     | FM             |
| Ràdio Mollet del Vallès        | Local                                         | Mollet del Vallès                                 | FM             |
| Ràdio Montornès                | Local                                         | Montornès del Vallès                              | FM             |
| Ràdio Hostafrancs              | Local                                         | Hostafrancs                                       | FM             |
| Ràdio Nou Barris               | Local                                         | Nou Barris                                        | FM             |
| Ràdio Olèrdola                 | Local                                         | Olèrdola                                          | FM             |
| Ràdio Palafolls                | Local                                         | Palafolls                                         | FM             |
| Ràdio Pallejà                  | Local                                         | Pallejà                                           | FM             |
| Ràdio Palau                    | Local                                         | palau plegamans                                   | FM             |
| Ràdio Pineda                   | Local                                         | Pineda de Mar                                     | FM             |
| Ràdio Premià de Mar            | Local                                         | Premià de Mar                                     | FM             |
| Ràdio Ribes                    | Local                                         | Sant Pere de Ribes                                | FM             |
| Ràdio Rubí                     | Local                                         | Rubí                                              | FM             |
| Ràdio Sabadell                 | Local                                         | Sabadell                                          | FM             |
| Ràdio la Mina                  | Local                                         | Sant Adrià de Besòs                               | FM             |
| Ràdio Sant Andreu              | Local                                         | Sant Andreu de la Barca                           | FM             |
| Ràdio Sant Boi                 | Local                                         | Sant Boi de Llobregat                             | FM             |
| Ràdio Sant Esteve              | Local                                         | Sant Esteve Sesrovires                            | FM             |
| Ràdio Sant Feliu               | Local                                         | Sant Feliu de Llobregat                           | FM             |
| Ràdio Sant Sadurní             | Local                                         | Sant Sadurní d'Anoia                              | FM             |
| Ràdio Sant Vicenç              | Local                                         | Sant Vicenç dels Horts                            | FM             |
| Ràdio Sant Vicenç de Montalt   | Local                                         | Sant Vicenç de Montalt                            | FM             |
| Ràdio Santa Perpètua           | Local                                         | Santa Perpètua de Mogoda                          | FM             |
| Ràdio Sellarés                 | Local                                         | Gavà                                              | FM             |
| Ràdio Silenci                  | Local                                         | La Garriga                                        | FM             |
| Ràdio Star Terrassa            | Local                                         | Terrassa                                          | FM             |
| Ràdio Tordera                  | Local                                         | Tordera                                           | FM             |
| Ràdio Trama                    | Local                                         | Sabadell                                          | FM             |
| Ràdio Trinitat                 | Local                                         | Sant Andreu del Palomar                           | FM             |
| Ràdio Vilafranca               | Local                                         | Vilafranca del Penedès                            | FM             |
| Ràdio Vilamajor                | Local                                         | Sant Antoni de Vilamajor                          | FM             |
| Ràdio Vilassar de Dalt         | Local                                         | Vilassar de Dalt                                  | FM             |
| Ràdio Vitamènia                | Local                                         | Santa Maria de Palautordera                       | FM             |
| Ràdio Zènit                    | Local                                         | Sant Vicenç de Castellet                          | FM             |
| RAP 107                        | Local                                         | Parets del Vallès                                 | FM             |
| Ripollet Ràdio                 | Local                                         | Ripollet                                          | FM             |
| Sants 3 Ràdio                  | Local                                         | Sants                                             | FM             |
| Top Ten Ràdio                  | Local                                         | Maresme                                           | FM             |
| UABràdio                       | Universitària. Feta per estudiants de la UAB. | Cerdanyola del Vallès                             | FM             |
| Vilassar Ràdio                 | Local                                         | Vilassar de Mar                                   | FM             |
| Àrea de Girona                 |                                               |                                                   |                |
| Caldes FM                      | Local                                         | Caldes de Malavella                               | FM             |
| Bas Ràdio                      | Local                                         | Vall d'en Bas                                     | FM             |
| FeM Girona                     | Local                                         | Girona                                            | FM             |
| Empordà Ràdio                  | Local                                         | Empordà                                           | FM             |
| La Veu de Sant Joan            | Local                                         | Sant Joan de les Abadesses                        | FM             |
| Llagostera Ràdio               | Local                                         | Llagostera                                        | FM             |
| Nova Ràdio Lloret              | Local                                         | Lloret de Mar                                     | FM             |
| Ona Vilamalla                  | Local                                         | Vilamalla                                         | FM             |
| Ràdio 90                       | Local                                         | Comarca d'Olot                                    | FM             |
| Ràdio Arbúcies                 | Local                                         | Arbúcies                                          | FM             |
| Ràdio Banyoles                 | Local                                         | Pla de l'Estany                                   | FM             |
| Ràdio Begur                    | Local                                         | Begur                                             | FM             |
| Ràdio Bisbal                   | Local i musical                               | La Bisbal d'Empordà                               | FM             |
| Ràdio Blanes                   | Local                                         | Blanes                                            | FM             |
| Ràdio Cabanes                  | Local                                         | Cabanes                                           | FM             |
| Ràdio Campdevànol              | Local                                         | Campdevànol                                       | FM             |
| Ràdio Camprodon                | Local                                         | Camprodon                                         | FM             |
| Ràdio Capital                  | Comarcal i musical                            | Empordà                                           | FM             |
| Ràdio Cap de Creus             | Local                                         | Cadaqués                                          | FM             |
| Ràdio Cassà                    | Local                                         | Cassà de la Selva                                 | FM             |
| Ràdio Castelló                 | Local                                         | Castelló d'Empúries                               | FM             |
| Ràdio Celrà                    | Local                                         | Celrà                                             | FM             |
| Ràdio Costa Brava              | Local                                         | Costa Brava                                       | FM             |
| Ràdio l'Escala                 | Local                                         | L'Escala                                          | FM             |
| Ràdio Girona                   | Local                                         | Girona                                            | FM             |
| Ràdio la Vall                  | Local                                         | Les Preses                                        | FM             |
| Ràdio les Planes               | Local                                         | Les Planes d'Hostoles                             | FM             |
| Ràdio Marina                   | Local                                         | Selva i Alt Maresme                               | FM             |
| Ràdio Montgrí                  | Local                                         | Torroella de Montgrí                              | FM             |
| Ràdio Olot                     | Local                                         | Garrotxa                                          | FM             |
| Ràdio Palafrugell              | Local                                         | Palafrugell                                       | FM             |
| Ràdio Palamós                  | Local                                         | Palamós                                           | FM             |
| Ràdi Platja d'Aro              | Local                                         | Platja d'Aro                                      | FM             |
| Ràdio Ripoll                   | Local                                         | Ripoll                                            | FM             |
| Ràdio Salt                     | Local                                         | Salt                                              | FM             |
| Ràdio Sant Feliu               | Local                                         | Sant Feliu de Guíxols                             | FM             |
| Ràdio Sant Hilari              | Local                                         | Sant Hilari Sacalm                                | FM             |
| Ràdio Sant Joan les Fonts      | Local                                         | Sant Joan les Fonts                               | FM             |
| Ràdio Sarrià de Ter            | Local                                         | Sarrià de Ter                                     | FM             |
| Ràdio Tossa                    | Local                                         | Tossa de Mar                                      | FM             |
| Ràdio Vilablareix              | Local                                         | Vilablareix                                       | FM             |
| Ràdio Vilafant                 | Local                                         | Vilafant                                          | FM             |
| Àrea de Catalunya central      |                                               |                                                   |                |
| El 9 FM                        | Local                                         | Osona                                             | FM             |
| La Veu de Navàs                | Local                                         | Navàs                                             | FM             |
| Montserrat Ràdio               | Local                                         | Montserrat                                        | FM             |
| Montbuí Ràdio                  | sense determinar                              | Santa Margarida de Montbui                        | FM             |
| Ràdio 010                      | Local                                         | Santa Maria d'Oló                                 | FM             |
| Ràdio Altiplà                  | Local                                         | Alta Segarra                                      | FM             |
| Ràdio Bala                     | Local                                         | Manresa                                           | FM             |
| Ràdio Balsareny                | Local                                         | Balsareny                                         | FM             |
| Ràdio Berga                    | Local                                         | Berga                                             | FM             |
| Ràdio Capellades               | Local                                         | Capellades                                        | FM             |
| Ràdio Cardona                  | Local                                         | Cardona                                           | FM             |
| Ràdio Igualada                 | Local                                         | Anoia                                             | FM             |
| Ràdio Manlleu                  | Local                                         | Manlleu                                           | FM             |
| Ràdio Manresa                  | Local                                         | Manresa                                           | FM             |
| Ràdio Moià                     | Local                                         | Moià                                              | FM             |
| Ràdio Montesquiu               | Local                                         | Montesquiu                                        | FM             |
| Ràdio Nova                     | Local                                         | Vilanova del Camí                                 | FM             |
| Ràdio Ona                      | Local                                         | Torelló                                           | FM             |
| Ràdio Piera                    | Local                                         | Piera                                             | FM             |
| Ràdio Pinós                    | Local                                         | Pinós                                             | FM             |
| Ràdio Pinsània                 | Local                                         | Berguedà                                          | FM             |
| Ràdio Pirineus                 | Local                                         | Cerdanya                                          | FM             |
| Ràdio Puig-reig                | Local                                         | Puig-reig                                         | FM             |
| Ràdio Puigcerdà                | Local                                         | Cerdanya                                          | FM             |
| Ràdio Roda de Ter              | Local                                         | Roda de Ter                                       | FM             |
| Ràdio Sallent                  | Local                                         | Sallent                                           | FM             |
| Ràdio Sant Fruitós             | Local                                         | Sant Fruitós de Bages                             | FM             |
| Ràdio Sant Joan                | Local                                         | Sant Joan de Vilatorrada                          | FM             |
| Ràdio Santpedor                | Local                                         | Santpedor                                         | FM             |
| Ràdio Súria                    | Local                                         | Súria                                             | FM             |
| Ràdio Taradell                 | Local                                         | Taradell                                          | FM             |
| Ràdio Vic                      | Local                                         | Vic                                               | FM             |
| Ràdio Vilomara                 | Local                                         | El Pont de Vilomara                               | FM             |
| Ràdio Voltregà                 | Local                                         | Sant Hipòlit de Voltregà / Les Masies de Voltregà | FM             |
| Styl FM                        | Musical                                       | Catalunya Central                                 | FM             |
| Styl Clàssics                  | Musical                                       | Catalunya Central                                 | FM             |

## Consum de ràdio a Catalunya

### Consum de la ràdio en les últimes onades en milers d'oients (2020-2022)[4][5][6][7][8]
| Consum de la ràdio en milers d'oients de les onades del 2020 | Consum de la ràdio en milers d'oients de les onades del 2020 | Consum de la ràdio en milers d'oients de les onades del 2020 | Consum de la ràdio en milers d'oients de les onades del 2020 | Consum de la ràdio en milers d'oients de les onades del 2020 | Consum de la ràdio en milers d'oients de les onades del 2020 | Consum de la ràdio en milers d'oients de les onades del 2020 | Consum de la ràdio en milers d'oients de les onades del 2020 | Consum de la ràdio en milers d'oients de les onades del 2020 |
| Posició                                                      | Logo                                                         | Emissores                                                    | 1a onada 2020                                                | %                                                            | 2a onada 2020*                                               | %*                                                           | 3a onada 2020                                                | %                                                            |
| 1                                                            |                                                              | Rac 1                                                        | ---***                                                       | ---***                                                       | ---*                                                         | ---*                                                         | 781 =                                                        | 18,50% =                                                     |
| 2                                                            |                                                              | Catalunya Radio                                              | ---***                                                       | ---***                                                       | ---*                                                         | ---*                                                         | 583 =                                                        | 13,81% =                                                     |
| 3                                                            |                                                              | Ser Catalunya                                                | ---***                                                       | ---***                                                       | ---*                                                         | ---*                                                         | 393 =                                                        | 9,31% =                                                      |
| 3                                                            | SER                                                          | ---***                                                       | ---***                                                       |                                                              |                                                              | ---*                                                         | 393 =                                                        | 9,31% =                                                      |
| 4                                                            |                                                              | Los 40                                                       | ---***                                                       | ---***                                                       | ---*                                                         | ---*                                                         | 243 =                                                        | 5,76% =                                                      |
| 5                                                            |                                                              | Flaixbac                                                     | ---***                                                       | ---***                                                       | ---*                                                         | ---*                                                         | 224 =                                                        | 5,31% =                                                      |
| 6                                                            |                                                              | Flaix FM                                                     | ---***                                                       | ---***                                                       | ---*                                                         | ---*                                                         | 168 =                                                        | 3,97% =                                                      |
| 7                                                            |                                                              | COPE                                                         | ---***                                                       | ---***                                                       | ---*                                                         | ---*                                                         | 187 =                                                        | 4,43% =                                                      |
| 8                                                            |                                                              | Rac 105                                                      | ---***                                                       | ---***                                                       | ---*                                                         | ---*                                                         | 160 =                                                        | 3,79% =                                                      |
| 9                                                            |                                                              | Rock FM                                                      | ---***                                                       | ---***                                                       | ---*                                                         | ---*                                                         | 153 =                                                        | 3,62% =                                                      |
| 10                                                           |                                                              | Radio TeleTaxi                                               | ---***                                                       | ---***                                                       | ---*                                                         | ---*                                                         | 187 =                                                        | 4,43% =                                                      |
| 11                                                           |                                                              | Cadena Dial                                                  | ---***                                                       | ---***                                                       | ---*                                                         | ---*                                                         | 175 =                                                        | 4,15% =                                                      |
| 12                                                           |                                                              | Los 40 Clasic                                                | ---***                                                       | ---***                                                       | ---*                                                         | ---*                                                         | 96 =                                                         | 2,27% =                                                      |
| 13                                                           |                                                              | Onda Cero                                                    | ---***                                                       | ---***                                                       | ---*                                                         | ---*                                                         | 111 =                                                        | 2,63% =                                                      |
| 14                                                           |                                                              | Cadena 100                                                   | ---***                                                       | ---***                                                       | ---*                                                         | ---*                                                         | 143 =                                                        | 3,39% =                                                      |
| 15                                                           |                                                              | Catalunya Informacio                                         | ---***                                                       | ---***                                                       | ---*                                                         | ---*                                                         | 84 =                                                         | 1,99% =                                                      |
| 16                                                           |                                                              | Kiss FM                                                      | ---***                                                       | ---***                                                       | ---*                                                         | ---                                                          | 61 =                                                         | 1,45% =                                                      |
| 17                                                           |                                                              | Europa FM                                                    | ---***                                                       | ---***                                                       | ---*                                                         | ---*                                                         | 109 =                                                        | 2,58% =                                                      |
| 18                                                           |                                                              | Radio Nacional                                               | ---***                                                       | ---***                                                       | ---*                                                         | ---*                                                         | 89 =                                                         | 2,11% =                                                      |
| 19                                                           |                                                              | Los40 Urban                                                  | ---***                                                       | ---***                                                       | ---*                                                         | ---*                                                         | ??                                                           | ??                                                           |
| 20                                                           |                                                              | Radio 3                                                      | ---***                                                       | ---***                                                       | ---*                                                         | ---*                                                         | 30 =                                                         | 0,71% =                                                      |
| 21                                                           |                                                              | ICat                                                         | ---***                                                       | ---***                                                       | ---*                                                         | ---*                                                         | 24 =                                                         | 0,57% =                                                      |
| 22                                                           |                                                              | Radio Marca                                                  | ---***                                                       | ---***                                                       | ---*                                                         | ---*                                                         | 41 =                                                         | 0,97% =                                                      |
| 23                                                           |                                                              | Catalunya Mùsica                                             | ---***                                                       | ---***                                                       | ---*                                                         | ---*                                                         | 33 =                                                         | 0,78% =                                                      |
| 24                                                           |                                                              | Melodia FM                                                   | ---***                                                       | ---***                                                       | ---*                                                         | ---*                                                         | 43 =                                                         | 1,02% =                                                      |
| 25                                                           |                                                              | Radio 5                                                      | ---***                                                       | ---***                                                       | ---*                                                         | ---*                                                         | 15 =                                                         | 0,36% =                                                      |
| 26                                                           |                                                              | Radio Clasica                                                | ---***                                                       | ---***                                                       | ---*                                                         | ---*                                                         | 18 =                                                         | 0,43% =                                                      |
| 27                                                           |                                                              | Ràdio estel                                                  | ---***                                                       | ---***                                                       | ---*                                                         | ---*                                                         | 14 =                                                         | 0,33% =                                                      |
| 28                                                           |                                                              | Radio 4                                                      | ---***                                                       | ---***                                                       | ---*                                                         | ---*                                                         | 8 =                                                          | 0,19% =                                                      |
| 29                                                           |                                                              | Ràdio Marina                                                 | ---***                                                       | ---***                                                       | ---*                                                         | ---*                                                         | 5 =                                                          | 0,12% =                                                      |
| 30                                                           |                                                              | Radiolé                                                      | ---***                                                       | ---***                                                       | ---*                                                         | ---*                                                         | 29 =                                                         | 0,69% =                                                      |
| 31                                                           |                                                              | Los 40 Dance                                                 | ---***                                                       | ---***                                                       | ---                                                          | ---*                                                         | 14 =                                                         | 0,33% =                                                      |
| 33                                                           |                                                              | Capital Radio                                                | ---***                                                       | ---***                                                       | ---*                                                         | ---*                                                         | ??                                                           | ??                                                           |
| 33                                                           |                                                              | Digital Hits                                                 | ---***                                                       | ---***                                                       | ---*                                                         | ---*                                                         | ??                                                           | ??                                                           |
| Total                                                        | Total                                                        | Total                                                        | ---***                                                       | ---***                                                       | ---*                                                         | ---*                                                         | 4221                                                         | 100%                                                         |
| ------------------------------------------------------------ | ------------------------------------------------------------ | ------------------------------------------------------------ | ------------------------------------------------------------ | ------------------------------------------------------------ | ------------------------------------------------------------ | ------------------------------------------------------------ | ------------------------------------------------------------ | ------------------------------------------------------------ |

* La 2a onada 2020 no es va realitzar a causa de la pandèmia del SARS-CoV-2 i no hi ha dades disponibles.
*** Falta dades 
| Consum de la ràdio en milers d'oients de les onades del 2021 | Consum de la ràdio en milers d'oients de les onades del 2021 | Consum de la ràdio en milers d'oients de les onades del 2021 | Consum de la ràdio en milers d'oients de les onades del 2021 | Consum de la ràdio en milers d'oients de les onades del 2021 | Consum de la ràdio en milers d'oients de les onades del 2021 | Consum de la ràdio en milers d'oients de les onades del 2021 | Consum de la ràdio en milers d'oients de les onades del 2021 | Consum de la ràdio en milers d'oients de les onades del 2021 |
| Posició                                                      | Logo                                                         | Emissores                                                    | 3a onada 2021                                                | %                                                            | 2a onada 2021                                                | %                                                            | 1a onada 2021                                                | %                                                            |
| 1                                                            |                                                              | Rac 1                                                        | 851                                                          | 18,88%                                                       | 855                                                          | 19,64%                                                       | 899                                                          | 20,63%                                                       |
| 2                                                            |                                                              | Catalunya Radio                                              | 538                                                          | 11,93%                                                       | 462                                                          | 10,61%                                                       | 562                                                          | 12,90%                                                       |
| 3                                                            |                                                              | Ser Catalunya                                                | 325                                                          | 7,21%                                                        | 383                                                          | 8,80%                                                        | 332                                                          | 7,62%                                                        |
| 3                                                            | SER                                                          |                                                              | 325                                                          | 7,21%                                                        | 383                                                          | 8,80%                                                        | 332                                                          | 7,62%                                                        |
| 4                                                            |                                                              | Los 40                                                       | 323                                                          | 7,17%                                                        | 298                                                          | 6,84%                                                        | 319                                                          | 7,32%                                                        |
| 5                                                            |                                                              | Flaixbac                                                     | 278                                                          | 6,17%                                                        | 256                                                          | 5,88%                                                        | 237                                                          | 5,44%                                                        |
| 6                                                            |                                                              | Flaix FM                                                     | 234                                                          | 5,19%                                                        | 225                                                          | 5,17%                                                        | 210                                                          | 4,82%                                                        |
| 7                                                            |                                                              | COPE                                                         | 193                                                          | 4,28%                                                        | 195                                                          | 4,48%                                                        | 216                                                          | 4,96%                                                        |
| 8                                                            |                                                              | Rac 105                                                      | 163                                                          | 3,62%                                                        | 153                                                          | 3,51%                                                        | 143                                                          | 3,28%                                                        |
| 9                                                            |                                                              | Rock FM                                                      | 170                                                          | 3,77%                                                        | 174                                                          | 4,00%                                                        | 162                                                          | 3,72%                                                        |
| 10                                                           |                                                              | Radio TeleTaxi                                               | 171                                                          | 3,79%                                                        | 161                                                          | 3,70%                                                        | 145                                                          | 3,33%                                                        |
| 11                                                           |                                                              | Cadena Dial                                                  | 129                                                          | 2,86%                                                        | 114                                                          | 2,62%                                                        | 143                                                          | 3,28%                                                        |
| 12                                                           |                                                              | Los 40 Clasic                                                | 114                                                          | 2,53%                                                        | 140                                                          | 3,22%                                                        | 114                                                          | 2,62%                                                        |
| 13                                                           |                                                              | Onda Cero                                                    | 110                                                          | 2,44%                                                        | 98                                                           | 2,25%                                                        | 131                                                          | 3,01%                                                        |
| 14                                                           |                                                              | Cadena 100                                                   | 166                                                          | 3,68%                                                        | 173                                                          | 3,97%                                                        | 141                                                          | 3,24%                                                        |
| 15                                                           |                                                              | Catalunya Informacio                                         | 102                                                          | 2,26%                                                        | 98                                                           | 2,25%                                                        | 80                                                           | 1,84%                                                        |
| 16                                                           |                                                              | Kiss FM                                                      | 92                                                           | 2,04%                                                        | 80                                                           | 1,84%                                                        | 51                                                           | 1,17%                                                        |
| 17                                                           |                                                              | Europa FM                                                    | 112                                                          | 2,48%                                                        | 125                                                          | 2,87%                                                        | 105                                                          | 2,41%                                                        |
| 18                                                           |                                                              | Radio Nacional                                               | 79                                                           | 1,75%                                                        | 74                                                           | 1,70%                                                        | 91                                                           | 2,09%                                                        |
| 19                                                           |                                                              | Los40 Urban                                                  | 45                                                           | 1,00%                                                        | 13                                                           | 0,30%                                                        | 3 =                                                          | 0,07% =                                                      |
| 20                                                           |                                                              | Radio 3                                                      | 43                                                           | 0,95%                                                        | 41                                                           | 0,94%                                                        | 42                                                           | 0,96%                                                        |
| 21                                                           |                                                              | ICat                                                         | 45                                                           | 1,00%                                                        | 44                                                           | 1,01%                                                        | 25                                                           | 0,57% =                                                      |
| 22                                                           |                                                              | Radio Marca                                                  | 59                                                           | 1,31%                                                        | 42                                                           | 0,96%                                                        | 54                                                           | 1,24%                                                        |
| 23                                                           |                                                              | Catalunya Mùsica                                             | 39                                                           | 0,87%                                                        | 21                                                           | 0,49%                                                        | 29                                                           | 0,67%                                                        |
| 24                                                           |                                                              | Melodia FM                                                   | 48                                                           | 1,06%                                                        | 32                                                           | 0,73%                                                        | 28                                                           | 0,64%                                                        |
| 25                                                           |                                                              | Radio 5                                                      | 15 =                                                         | 0,33%                                                        | 15 =                                                         | 0,34% =                                                      | 15 =                                                         | 0,34%                                                        |
| 26                                                           |                                                              | Radio Clasica                                                | 21                                                           | 0,47%                                                        | 13                                                           | 0,30%                                                        | 14                                                           | 0,32%                                                        |
| 27                                                           |                                                              | Ràdio estel                                                  | 13                                                           | 0,29%                                                        | 10                                                           | 0,23%                                                        | 5                                                            | 0,11%                                                        |
| 28                                                           |                                                              | Radio 4                                                      | 3                                                            | 0,07%                                                        | 5                                                            | 0,11%                                                        | 8 =                                                          | 0,18%                                                        |
| 29                                                           |                                                              | Ràdio Marina                                                 | 6 =                                                          | 0,13%                                                        | 6                                                            | 0,14%                                                        | 2                                                            | 0,05%                                                        |
| 30                                                           |                                                              | Radiolé                                                      | 21                                                           | 0,47%                                                        | 48                                                           | 1,10%                                                        | 33                                                           | 0,76%                                                        |
| 31                                                           |                                                              | Los 40 Dance                                                 | ??                                                           | ??                                                           | ??                                                           | ??                                                           | 18                                                           | 0,41%                                                        |
| 33                                                           |                                                              | Capital Radio                                                | ??                                                           | ??                                                           | ??                                                           | ??                                                           | ??                                                           | ??                                                           |
| 33                                                           |                                                              | Digital Hits                                                 | ??                                                           | ??                                                           | ??                                                           | ??                                                           | ??                                                           | ??                                                           |
| Total                                                        | Total                                                        | Total                                                        | 4508                                                         | 100%                                                         | 4354                                                         | 100%                                                         | 4357                                                         | 100%                                                         |
| ------------------------------------------------------------ | ------------------------------------------------------------ | ------------------------------------------------------------ | ------------------------------------------------------------ | ------------------------------------------------------------ | ------------------------------------------------------------ | ------------------------------------------------------------ | ------------------------------------------------------------ | ------------------------------------------------------------ |

| Consum de la ràdio en milers d'oients de les onades del 2022 |       |                      |               |        |               |        |               |        |
| Posició                                                      | Logo  | Emissores            | 1a onada 2022 | %      | 2a onada 2021 | %      | 3a onada 2021 | %      |
| 1                                                            |       | Rac 1                | 870           | 19,07% | ---***        | ---*** | ---***        | ---*** |
| 2                                                            |       | Catalunya Radio      | 597           | 13,08% | ---***        | ---*** | ---***        | ---*** |
| 3                                                            |       | Ser Catalunya        | 359           | 7,87%  | ---***        | ---*** | ---***        | ---*** |
| 3                                                            | SER   | ---***               | 359           | 7,87%  | ---***        | ---*** | ---***        |        |
| 4                                                            |       | Los 40               | 290           | 6,36%  | ---***        | ---*** | ---***        | ---*** |
| 5                                                            |       | Flaixbac             | 266           | 5,83%  | ---***        | ---*** | ---***        | ---*** |
| 6                                                            |       | Flaix FM             | 241           | 5,28%  | ---***        | ---*** | ---***        | ---*** |
| 7                                                            |       | COPE                 | 227           | 4,97%  | ---***        | ---*** | ---***        | ---*** |
| 8                                                            |       | Rac 105              | 187           | 4,10%  | ---***        | ---*** | ---***        | ---*** |
| 9                                                            |       | Rock FM              | 163           | 3,57%  | ---***        | ---*** | ---***        | ---*** |
| 10                                                           |       | Radio TeleTaxi       | 143           | 3,13%  | ---***        | ---*** | ---***        | ---*** |
| 11                                                           |       | Cadena Dial          | 143           | 3,13%  | ---***        | ---*** | ---***        | ---*** |
| 12                                                           |       | Los 40 Clasic        | 135           | 2,97%  | ---***        | ---*** | ---***        | ---*** |
| 13                                                           |       | Onda Cero            | 135           | 2,97%  | ---***        | ---*** | ---***        | ---*** |
| 14                                                           |       | Cadena 100           | 127           | 2,78%  | ---***        | ---*** | ---***        | ---*** |
| 15                                                           |       | Catalunya Informacio | 101           | 2,21%  | ---***        | ---*** | ---***        | ---*** |
| 16                                                           |       | Kiss FM              | 90            | 1,97%  | ---***        | ---*** | ---***        | ---*** |
| 17                                                           |       | Europa FM            | 87            | 1,91%  | ---***        | ---*** | ---***        | ---*** |
| 18                                                           |       | Radio Nacional       | 85            | 1,86%  | ---***        | ---*** | ---***        | ---*** |
| 19                                                           |       | Los40 Urban          | 69            | 1,51%  | ---***        | ---*** | ---***        | ---*** |
| 20                                                           |       | Radio 3              | 54            | 1,18%  | ---***        | ---*** | ---***        | ---*** |
| 21                                                           |       | ICat                 | 40            | 0,88%  | ---***        | ---*** | ---***        | ---*** |
| 22                                                           |       | Radio Marca          | 38            | 0,83%  | ---***        | ---*** | ---***        | ---*** |
| 23                                                           |       | Catalunya Mùsica     | 30            | 0,66%  | ---***        | ---*** | ---***        | ---*** |
| 24                                                           |       | Melodia FM           | 28            | 0,61%  | ---***        | ---*** | ---***        | ---*** |
| 25                                                           |       | Radio 5              | 19            | 0,42%  | ---***        | ---*** | ---***        | ---*** |
| 26                                                           |       | Radio Clasica        | 15            | 0,33%  | ---***        | ---*** | ---***        | ---*** |
| 27                                                           |       | Ràdio estel          | 11            | 0,24%  | ---***        | ---*** | ---***        | ---*** |
| 28                                                           |       | Radio 4              | 7             | 0,15%  | ---***        | ---*** | ---***        | ---*** |
| 29                                                           |       | Ràdio Marina         | 6=            | 0,13%= | ---***        | ---*** | ---***        | ---*** |
| 30                                                           |       | Radiolé              | ??            | ??     | ---***        | ---*** | ---***        | ---*** |
| 31                                                           |       | Los 40 Dance         | ??            | ??     | ---***        | ---*** | ---***        | ---*** |
| 33                                                           |       | Capital Radio        | ??            | ??     | ---***        | ---*** | ---***        | ---*** |
| 33                                                           |       | Digital Hits         | ??            | ??     | ---***        | ---*** | ---***        | ---*** |
| Total                                                        | Total | Total                | 4563          | 100%   | ---***        | ---*** | ---***        | ---*** |

*** Falta dades

### Consum de la ràdio en les últimes onades en milers d'oients generalistes(2020-2022)[4][5][6][7]
| Consum de la ràdio generalista en milers d'oientsde les onades del 2020 | Consum de la ràdio generalista en milers d'oientsde les onades del 2020 | Consum de la ràdio generalista en milers d'oientsde les onades del 2020 | Consum de la ràdio generalista en milers d'oientsde les onades del 2020 | Consum de la ràdio generalista en milers d'oientsde les onades del 2020 | Consum de la ràdio generalista en milers d'oientsde les onades del 2020 | Consum de la ràdio generalista en milers d'oientsde les onades del 2020 | Consum de la ràdio generalista en milers d'oientsde les onades del 2020 | Consum de la ràdio generalista en milers d'oientsde les onades del 2020 |
| Posició                                                                 | Logo                                                                    | Emissores                                                               | 1a onada 2020                                                           | %                                                                       | 2a onada 2020*                                                          | %*                                                                      | 3a onada 2020                                                           | %                                                                       |
| 1                                                                       |                                                                         | Rac 1                                                                   | ---***                                                                  | ---***                                                                  | ---*                                                                    | ---*                                                                    | 781 =                                                                   | 33,02% =                                                                |
| 2                                                                       |                                                                         | Catalunya Radio                                                         | ---***                                                                  | ---***                                                                  | ---*                                                                    | ---*                                                                    | 583 =                                                                   | 24,65% =                                                                |
| 3                                                                       |                                                                         | Ser Catalunya                                                           | ---***                                                                  | ---***                                                                  | ---*                                                                    | ---*                                                                    | 393 =                                                                   | 16,62% =                                                                |
| 3                                                                       | SER                                                                     | ---***                                                                  | ---***                                                                  |                                                                         | ---*                                                                    | ---*                                                                    | 393 =                                                                   | 16,62% =                                                                |
| 4                                                                       |                                                                         | COPE                                                                    | ---***                                                                  | ---***                                                                  | ---*                                                                    | ---*                                                                    | 187 =                                                                   | 7,91% =                                                                 |
| 5                                                                       |                                                                         | Onda Cero                                                               | ---***                                                                  | ---***                                                                  | ---*                                                                    | ---*                                                                    | 111 =                                                                   | 4,69% =                                                                 |
| 6                                                                       |                                                                         | Catalunya Informacio                                                    | ---***                                                                  | ---***                                                                  | ---*                                                                    | ---*                                                                    | 84 =                                                                    | 3,55% =                                                                 |
| 7                                                                       |                                                                         | Radio Nacional                                                          | ---***                                                                  | ---***                                                                  | ---*                                                                    | ---*                                                                    | 89 =                                                                    | 3,76% =                                                                 |
| 8                                                                       |                                                                         | Radio 3                                                                 | ---***                                                                  | ---***                                                                  | ---*                                                                    | ---*                                                                    | 30 =                                                                    | 1,27% =                                                                 |
| 9                                                                       |                                                                         | ICat                                                                    | ---***                                                                  | ---***                                                                  | ---*                                                                    | ---*                                                                    | 24 =                                                                    | 1,01% =                                                                 |
| 10                                                                      |                                                                         | Radio Marca                                                             | ---***                                                                  | ---***                                                                  | ---*                                                                    | ---*                                                                    | 41 =                                                                    | 1,73% =                                                                 |
| 11                                                                      |                                                                         | Radio 5                                                                 | ---***                                                                  | ---***                                                                  | ---*                                                                    | ---*                                                                    | 15 =                                                                    | 0,64% =                                                                 |
| 12                                                                      |                                                                         | Ràdio estel                                                             | ---***                                                                  | ---***                                                                  | ---*                                                                    | ---*                                                                    | 14 =                                                                    | 0,60% =                                                                 |
| 13                                                                      |                                                                         | Radio 4                                                                 | ---***                                                                  | ---***                                                                  | ---*                                                                    | ---*                                                                    | 8 =                                                                     | 0,34% =                                                                 |
| 14                                                                      |                                                                         | Ràdio Marina                                                            | ---***                                                                  | ---***                                                                  | ---*                                                                    | ---*                                                                    | 5 =                                                                     | 0,21% =                                                                 |
| 15                                                                      |                                                                         | Capital Radio                                                           | ---***                                                                  | ---***                                                                  | ---*                                                                    | ---*                                                                    | ??                                                                      | ??                                                                      |
| Total                                                                   | Total                                                                   | Total                                                                   | ---***                                                                  | ---***                                                                  | ---*                                                                    | ---*                                                                    | 2365=                                                                   | 100%                                                                    |
| ----------------------------------------------------------------------- | ----------------------------------------------------------------------- | ----------------------------------------------------------------------- | ----------------------------------------------------------------------- | ----------------------------------------------------------------------- | ----------------------------------------------------------------------- | ----------------------------------------------------------------------- | ----------------------------------------------------------------------- | ----------------------------------------------------------------------- |

* La 2a onada 2020 no es va realitzar a causa de la pandèmia del SARS-CoV-2 i no hi ha dades disponibles.
*** Falta dades
| Consum de la ràdio generalista en milers d'oientsde les onades del 2021 | Consum de la ràdio generalista en milers d'oientsde les onades del 2021 | Consum de la ràdio generalista en milers d'oientsde les onades del 2021 | Consum de la ràdio generalista en milers d'oientsde les onades del 2021 | Consum de la ràdio generalista en milers d'oientsde les onades del 2021 | Consum de la ràdio generalista en milers d'oientsde les onades del 2021 | Consum de la ràdio generalista en milers d'oientsde les onades del 2021 | Consum de la ràdio generalista en milers d'oientsde les onades del 2021 | Consum de la ràdio generalista en milers d'oientsde les onades del 2021 |
| Posició                                                                 | Logo                                                                    | Emissores                                                               | 1a onada 2021                                                           | %                                                                       | 2a onada 2021                                                           | %                                                                       | 3a onada 2021                                                           | %                                                                       |
| 1                                                                       |                                                                         | Rac 1                                                                   | 899                                                                     | 36,52%                                                                  | 855                                                                     | 36,73%                                                                  | 851                                                                     | 35,72%                                                                  |
| 2                                                                       |                                                                         | Catalunya Radio                                                         | 562                                                                     | 22,83%                                                                  | 462                                                                     | 19,85%                                                                  | 538                                                                     | 22,58%                                                                  |
| 3                                                                       |                                                                         | Ser Catalunya                                                           | 332                                                                     | 13,48%                                                                  | 383                                                                     | 16,45%                                                                  | 325                                                                     | 13,64%                                                                  |
| 3                                                                       | SER                                                                     |                                                                         | 332                                                                     | 13,48%                                                                  | 383                                                                     | 16,45%                                                                  | 325                                                                     | 13,64%                                                                  |
| 4                                                                       |                                                                         | COPE                                                                    | 216                                                                     | 8,77%                                                                   | 195                                                                     | 8,38%                                                                   | 193                                                                     | 8,10%                                                                   |
| 5                                                                       |                                                                         | Onda Cero                                                               | 131                                                                     | 5,32%                                                                   | 98                                                                      | 4,21%                                                                   | 110                                                                     | 4,62%                                                                   |
| 6                                                                       |                                                                         | Catalunya Informacio                                                    | 80                                                                      | 3,25%                                                                   | 98                                                                      | 4,21%                                                                   | 102                                                                     | 4,28%                                                                   |
| 7                                                                       |                                                                         | Radio Nacional                                                          | 91                                                                      | 3,70%                                                                   | 74                                                                      | 3,18%                                                                   | 79                                                                      | 3,32%                                                                   |
| 8                                                                       |                                                                         | Radio 3                                                                 | 42                                                                      | 1,71%                                                                   | 41                                                                      | 1,76%                                                                   | 43                                                                      | 1,81%                                                                   |
| 9                                                                       |                                                                         | ICat                                                                    | 25                                                                      | 1,02%                                                                   | 44                                                                      | 1,89%                                                                   | 45                                                                      | 1,89% =                                                                 |
| 10                                                                      |                                                                         | Radio Marca                                                             | 54                                                                      | 2,19%                                                                   | 42                                                                      | 1,80                                                                    | 59                                                                      | 2,48%                                                                   |
| 11                                                                      |                                                                         | Radio 5                                                                 | 15 =                                                                    | 0,61%                                                                   | 15 =                                                                    | 0,64%                                                                   | 15 =                                                                    | 0,63%                                                                   |
| 12                                                                      |                                                                         | Ràdio estel                                                             | 5                                                                       | 0,20%                                                                   | 10                                                                      | 0,43%                                                                   | 13                                                                      | 0,55%                                                                   |
| 13                                                                      |                                                                         | Radio 4                                                                 | 8 =                                                                     | 0,32%                                                                   | 5                                                                       | 0,21%                                                                   | 3                                                                       | 0,13%                                                                   |
| 14                                                                      |                                                                         | Ràdio Marina                                                            | 2                                                                       | 0,08%                                                                   | 6                                                                       | 0,26%                                                                   | 6 =                                                                     | 0,25%                                                                   |
| 15                                                                      |                                                                         | Capital Radio                                                           | ??                                                                      | ??                                                                      | ??                                                                      | ??                                                                      | ??                                                                      | ??                                                                      |
| Total                                                                   | Total                                                                   | Total                                                                   | 2462                                                                    | 100%                                                                    | 2328                                                                    | 100%                                                                    | 2382                                                                    | 100%                                                                    |
| ----------------------------------------------------------------------- | ----------------------------------------------------------------------- | ----------------------------------------------------------------------- | ----------------------------------------------------------------------- | ----------------------------------------------------------------------- | ----------------------------------------------------------------------- | ----------------------------------------------------------------------- | ----------------------------------------------------------------------- | ----------------------------------------------------------------------- |

| Consum de la ràdio generalista en milers d'oientsde les onades del 2022 | Consum de la ràdio generalista en milers d'oientsde les onades del 2022 | Consum de la ràdio generalista en milers d'oientsde les onades del 2022 | Consum de la ràdio generalista en milers d'oientsde les onades del 2022 | Consum de la ràdio generalista en milers d'oientsde les onades del 2022 | Consum de la ràdio generalista en milers d'oientsde les onades del 2022 | Consum de la ràdio generalista en milers d'oientsde les onades del 2022 | Consum de la ràdio generalista en milers d'oientsde les onades del 2022 | Consum de la ràdio generalista en milers d'oientsde les onades del 2022 |
| Posició                                                                 | Logo                                                                    | Emissores                                                               | 1a onada 2022                                                           | %                                                                       | 2a onada 2022                                                           | %                                                                       | 3a onada 2022                                                           | %                                                                       |
| 1                                                                       |                                                                         | Rac 1                                                                   | 870                                                                     | 34,13%                                                                  | ---***                                                                  | ---***                                                                  | ---***                                                                  | ---***                                                                  |
| 2                                                                       |                                                                         | Catalunya Radio                                                         | 597                                                                     | 23,42%                                                                  | ---***                                                                  | ---***                                                                  | ---***                                                                  | ---***                                                                  |
| 3                                                                       |                                                                         | Ser Catalunya                                                           | 359                                                                     | 14,08%                                                                  | ---***                                                                  | ---***                                                                  | ---***                                                                  | ---***                                                                  |
| 3                                                                       | SER                                                                     | ---***                                                                  | 359                                                                     | 14,08%                                                                  | ---***                                                                  | ---***                                                                  | ---***                                                                  |                                                                         |
| 4                                                                       |                                                                         | COPE                                                                    | 227                                                                     | 8,91%                                                                   | ---***                                                                  | ---***                                                                  | ---***                                                                  | ---***                                                                  |
| 5                                                                       |                                                                         | Onda Cero                                                               | 135                                                                     | 5,30%                                                                   | ---***                                                                  | ---***                                                                  | ---***                                                                  | ---***                                                                  |
| 6                                                                       |                                                                         | Catalunya Informacio                                                    | 101                                                                     | 3,96%                                                                   | ---***                                                                  | ---***                                                                  | ---***                                                                  | ---***                                                                  |
| 7                                                                       |                                                                         | Radio Nacional                                                          | 85                                                                      | 3,33%                                                                   | ---***                                                                  | ---***                                                                  | ---***                                                                  | ---***                                                                  |
| 8                                                                       |                                                                         | Radio 3                                                                 | 54                                                                      | 2,12%                                                                   | ---***                                                                  | ---***                                                                  | ---***                                                                  | ---***                                                                  |
| 9                                                                       |                                                                         | ICat                                                                    | 40                                                                      | 1,57%                                                                   | ---***                                                                  | ---***                                                                  | ---***                                                                  | ---***                                                                  |
| 10                                                                      |                                                                         | Radio Marca                                                             | 38                                                                      | 1,49%                                                                   | ---***                                                                  | ---***                                                                  | ---***                                                                  | ---***                                                                  |
| 11                                                                      |                                                                         | Radio 5                                                                 | 19                                                                      | 0,75%                                                                   | ---***                                                                  | ---***                                                                  | ---***                                                                  | ---***                                                                  |
| 12                                                                      |                                                                         | Ràdio estel                                                             | 11                                                                      | 0,43%                                                                   | ---***                                                                  | ---***                                                                  | ---***                                                                  | ---***                                                                  |
| 13                                                                      |                                                                         | Radio 4                                                                 | 7                                                                       | 0,27%                                                                   | ---***                                                                  | ---***                                                                  | ---***                                                                  | ---***                                                                  |
| 14                                                                      |                                                                         | Ràdio Marina                                                            | 6=                                                                      | 0,24%                                                                   | ---***                                                                  | ---***                                                                  | ---***                                                                  | ---***                                                                  |
| 15                                                                      |                                                                         | Capital Radio                                                           | ??                                                                      | ??                                                                      | ---***                                                                  | ---***                                                                  | ---***                                                                  | ---***                                                                  |
| Total                                                                   | Total                                                                   | Total                                                                   | 2549                                                                    | 100%                                                                    | ---***                                                                  | ---***                                                                  | ---***                                                                  | ---***                                                                  |
| ----------------------------------------------------------------------- | ----------------------------------------------------------------------- | ----------------------------------------------------------------------- | ----------------------------------------------------------------------- | ----------------------------------------------------------------------- | ----------------------------------------------------------------------- | ----------------------------------------------------------------------- | ----------------------------------------------------------------------- | ----------------------------------------------------------------------- |

*** Falta dades

### Consum de la ràdio en les últimes onades en milers d'oients musical(2020-2022)[4][5][6]
| Consum de la ràdio musical en milers d'oientsde les onades del 2020 | Consum de la ràdio musical en milers d'oientsde les onades del 2020 | Consum de la ràdio musical en milers d'oientsde les onades del 2020 | Consum de la ràdio musical en milers d'oientsde les onades del 2020 | Consum de la ràdio musical en milers d'oientsde les onades del 2020 | Consum de la ràdio musical en milers d'oientsde les onades del 2020 | Consum de la ràdio musical en milers d'oientsde les onades del 2020 | Consum de la ràdio musical en milers d'oientsde les onades del 2020 | Consum de la ràdio musical en milers d'oientsde les onades del 2020 |
| Posició                                                             | Logo                                                                | Emissores                                                           | 1a onada 2021                                                       | %                                                                   | 2a onada 2020*                                                      | %*                                                                  | 3a onada 2020                                                       | %                                                                   |
| 1                                                                   |                                                                     | Los 40                                                              | ---***                                                              | ---***                                                              | ---*                                                                | ---*                                                                | 243 =                                                               | 13,09% =                                                            |
| 2                                                                   |                                                                     | Flaixbac                                                            | ---***                                                              | ---***                                                              | ---*                                                                | ---*                                                                | 224 =                                                               | 12,07% =                                                            |
| 3                                                                   |                                                                     | Flaix FM                                                            | ---***                                                              | ---***                                                              | ---*                                                                | ---*                                                                | 168 =                                                               | 9,05% =                                                             |
| 4                                                                   |                                                                     | Rac 105                                                             | ---***                                                              | ---***                                                              | ---*                                                                | ---*                                                                | 160 =                                                               | 8,62% =                                                             |
| 5                                                                   |                                                                     | Rock FM                                                             | ---***                                                              | ---***                                                              | ---*                                                                | ---*                                                                | 153 =                                                               | 8,24% =                                                             |
| 6                                                                   |                                                                     | Radio TeleTaxi                                                      | ---***                                                              | ---***                                                              | ---*                                                                | ---*                                                                | 187 =                                                               | 10,08% =                                                            |
| 7                                                                   |                                                                     | Cadena Dial                                                         | ---***                                                              | ---***                                                              | ---*                                                                | ---*                                                                | 175 =                                                               | 9,43% =                                                             |
| 8                                                                   |                                                                     | Los 40 Clasic                                                       | ---***                                                              | ---***                                                              | ---*                                                                | ---*                                                                | 96 =                                                                | 5,17% =                                                             |
| 9                                                                   |                                                                     | Cadena 100                                                          | ---***                                                              | ---***                                                              | ---*                                                                | ---*                                                                | 143 =                                                               | 7,70% =                                                             |
| 10                                                                  |                                                                     | Kiss FM                                                             | ---***                                                              | ---***                                                              | ---*                                                                | ---                                                                 | 61 =                                                                | 3,29% =                                                             |
| 11                                                                  |                                                                     | Europa FM                                                           | ---***                                                              | ---***                                                              | ---*                                                                | ---*                                                                | 109 =                                                               | 5,87% =                                                             |
| 12                                                                  |                                                                     | Los40 Urban                                                         | ---***                                                              | ---***                                                              | ---*                                                                | ---*                                                                | ??                                                                  | ??                                                                  |
| 13                                                                  |                                                                     | Catalunya Mùsica                                                    | ---***                                                              | ---***                                                              | ---*                                                                | ---*                                                                | 33 =                                                                | 1,78% =                                                             |
| 14                                                                  |                                                                     | Melodia FM                                                          | ---***                                                              | ---***                                                              | ---*                                                                | ---*                                                                | 43 =                                                                | 2,32% =                                                             |
| 15                                                                  |                                                                     | Radio Clasica                                                       | ---***                                                              | ---***                                                              | ---*                                                                | ---*                                                                | 18 =                                                                | 0,97% =                                                             |
| 16                                                                  |                                                                     | Radiolé                                                             | ---***                                                              | ---***                                                              | ---*                                                                | ---*                                                                | 29 =                                                                | 1,56% =                                                             |
| 17                                                                  |                                                                     | Los 40 Dance                                                        | ---***                                                              | ---***                                                              | ---                                                                 | ---*                                                                | 14 =                                                                | 0,76 % =                                                            |
| 18                                                                  |                                                                     | Digital Hits                                                        | ---***                                                              | ---***                                                              | ---*                                                                | ---*                                                                | ??                                                                  | ??                                                                  |
| Total                                                               | Total                                                               | Total                                                               | ---***                                                              | ---***                                                              | ---*                                                                | ---*                                                                | 1856=                                                               | 100%                                                                |
| ------------------------------------------------------------------- | ------------------------------------------------------------------- | ------------------------------------------------------------------- | ------------------------------------------------------------------- | ------------------------------------------------------------------- | ------------------------------------------------------------------- | ------------------------------------------------------------------- | ------------------------------------------------------------------- | ------------------------------------------------------------------- |

* La 2a onada 2020 no es va realitzar a causa de la pandèmia del SARS-CoV-2 i no hi ha dades disponibles.
*** Falta dades 
| Consum de la ràdio musical en milers d'oientsde les onades del 2021 | Consum de la ràdio musical en milers d'oientsde les onades del 2021 | Consum de la ràdio musical en milers d'oientsde les onades del 2021 | Consum de la ràdio musical en milers d'oientsde les onades del 2021 | Consum de la ràdio musical en milers d'oientsde les onades del 2021 | Consum de la ràdio musical en milers d'oientsde les onades del 2021 | Consum de la ràdio musical en milers d'oientsde les onades del 2021 | Consum de la ràdio musical en milers d'oientsde les onades del 2021 | Consum de la ràdio musical en milers d'oientsde les onades del 2021 |
| Posició                                                             | Logo                                                                | Emissores                                                           | 1a onada 2021                                                       | %                                                                   | 2a onada 2021                                                       | %                                                                   | 3a onada 2021                                                       | %                                                                   |
| 1                                                                   |                                                                     | Los 40                                                              | 319                                                                 | 16,83%                                                              | 298                                                                 | 14,71%                                                              | 323                                                                 | 15,19%                                                              |
| 2                                                                   |                                                                     | Flaixbac                                                            | 237                                                                 | 12,51%                                                              | 256                                                                 | 12,64%                                                              | 278                                                                 | 13,08%                                                              |
| 3                                                                   |                                                                     | Flaix FM                                                            | 210                                                                 | 11,07%                                                              | 225                                                                 | 11,10%                                                              | 234                                                                 | 11%                                                                 |
| 4                                                                   |                                                                     | Rac 105                                                             | 143                                                                 | 7,55%                                                               | 153                                                                 | 7,55% =                                                             | 163                                                                 | 7,67%                                                               |
| 5                                                                   |                                                                     | Rock FM                                                             | 162                                                                 | 8,55%                                                               | 174                                                                 | 8,59%                                                               | 170                                                                 | 8%                                                                  |
| 6                                                                   |                                                                     | Radio TeleTaxi                                                      | 145                                                                 | 7,65%                                                               | 161                                                                 | 7,95%                                                               | 171                                                                 | 8,04%                                                               |
| 7                                                                   |                                                                     | Cadena Dial                                                         | 143                                                                 | 7,55%                                                               | 114                                                                 | 5,63%                                                               | 129                                                                 | 6,07%                                                               |
| 8                                                                   |                                                                     | Los 40 Clasic                                                       | 114                                                                 | 6,02%                                                               | 140                                                                 | 6,91%                                                               | 114                                                                 | 5,36%                                                               |
| 9                                                                   |                                                                     | Cadena 100                                                          | 141                                                                 | 7,44%                                                               | 173                                                                 | 8,54%                                                               | 166                                                                 | 7,81%                                                               |
| 10                                                                  |                                                                     | Kiss FM                                                             | 51                                                                  | 2,69%                                                               | 80                                                                  | 3,95%                                                               | 92                                                                  | 4,33%                                                               |
| 11                                                                  |                                                                     | Europa FM                                                           | 105                                                                 | 5,54%                                                               | 125                                                                 | 6,17%                                                               | 112                                                                 | 5,27%                                                               |
| 12                                                                  |                                                                     | Los40 Urban                                                         | 3 =                                                                 | 0,16% =                                                             | 13                                                                  | 0,63%                                                               | 45                                                                  | 2,11%                                                               |
| 13                                                                  |                                                                     | Catalunya Mùsica                                                    | 29                                                                  | 1,53%                                                               | 21                                                                  | 1,04%                                                               | 39                                                                  | 1,83%                                                               |
| 14                                                                  |                                                                     | Melodia FM                                                          | 28                                                                  | 1,48%                                                               | 32                                                                  | 1,58%                                                               | 48                                                                  | 2,26%                                                               |
| 15                                                                  |                                                                     | Radio Clasica                                                       | 14                                                                  | 0,74%                                                               | 13                                                                  | 0,64%                                                               | 21                                                                  | 0,99%                                                               |
| 16                                                                  |                                                                     | Radiolé                                                             | 33                                                                  | 1,74%                                                               | 48                                                                  | 2,37%                                                               | 21                                                                  | 0,99%                                                               |
| 17                                                                  |                                                                     | Los 40 Dance                                                        | 18                                                                  | 0,95                                                                | ??                                                                  | ??                                                                  | ??                                                                  | ??                                                                  |
| 18                                                                  |                                                                     | Digital Hits                                                        | ??                                                                  | ??                                                                  | ??                                                                  | ??                                                                  | ??                                                                  | ??                                                                  |
| Total                                                               | Total                                                               | Total                                                               | 1895                                                                | 100%                                                                | 2026                                                                | 100%                                                                | 2126                                                                | 100%                                                                |
| ------------------------------------------------------------------- | ------------------------------------------------------------------- | ------------------------------------------------------------------- | ------------------------------------------------------------------- | ------------------------------------------------------------------- | ------------------------------------------------------------------- | ------------------------------------------------------------------- | ------------------------------------------------------------------- | ------------------------------------------------------------------- |

| Consum de la ràdio musical en milers d'oientsde les onades del 2022 | Consum de la ràdio musical en milers d'oientsde les onades del 2022 | Consum de la ràdio musical en milers d'oientsde les onades del 2022 | Consum de la ràdio musical en milers d'oientsde les onades del 2022 | Consum de la ràdio musical en milers d'oientsde les onades del 2022 | Consum de la ràdio musical en milers d'oientsde les onades del 2022 | Consum de la ràdio musical en milers d'oientsde les onades del 2022 | Consum de la ràdio musical en milers d'oientsde les onades del 2022 | Consum de la ràdio musical en milers d'oientsde les onades del 2022 |
| Posició                                                             | Logo                                                                | Emissores                                                           | 1a onada 2022                                                       | %                                                                   | 2a onada 2021                                                       | %                                                                   | 3a onada 2021                                                       | %                                                                   |
| 1                                                                   |                                                                     | Los 40                                                              | 290                                                                 | 14,40%                                                              | ---***                                                              | ---***                                                              | ---***                                                              | ---***                                                              |
| 2                                                                   |                                                                     | Flaixbac                                                            | 266                                                                 | 13,21%                                                              | ---***                                                              | ---***                                                              | ---***                                                              | ---***                                                              |
| 3                                                                   |                                                                     | Flaix FM                                                            | 241                                                                 | 11,96%                                                              | ---***                                                              | ---***                                                              | ---***                                                              | ---***                                                              |
| 4                                                                   |                                                                     | Rac 105                                                             | 187                                                                 | 9,29%                                                               | ---***                                                              | ---***                                                              | ---***                                                              | ---***                                                              |
| 5                                                                   |                                                                     | Rock FM                                                             | 163                                                                 | 8,09%                                                               | ---***                                                              | ---***                                                              | ---***                                                              | ---***                                                              |
| 6                                                                   |                                                                     | Radio TeleTaxi                                                      | 143                                                                 | 7,10%                                                               | ---***                                                              | ---***                                                              | ---***                                                              | ---***                                                              |
| 7                                                                   |                                                                     | Cadena Dial                                                         | 143                                                                 | 7,10%                                                               | ---***                                                              | ---***                                                              | ---***                                                              | ---***                                                              |
| 8                                                                   |                                                                     | Los 40 Clasic                                                       | 135                                                                 | 6,70%                                                               | ---***                                                              | ---***                                                              | ---***                                                              | ---***                                                              |
| 9                                                                   |                                                                     | Cadena 100                                                          | 127                                                                 | 6,31%                                                               | ---***                                                              | ---***                                                              | ---***                                                              | ---***                                                              |
| 10                                                                  |                                                                     | Kiss FM                                                             | 90                                                                  | 4,47%                                                               | ---***                                                              | ---***                                                              | ---***                                                              | ---***                                                              |
| 11                                                                  |                                                                     | Europa FM                                                           | 87                                                                  | 4,32%                                                               | ---***                                                              | ---***                                                              | ---***                                                              | ---***                                                              |
| 12                                                                  |                                                                     | Los40 Urban                                                         | 69                                                                  | 3,43%                                                               | ---***                                                              | ---***                                                              | ---***                                                              | ---***                                                              |
| 13                                                                  |                                                                     | Catalunya Mùsica                                                    | 30                                                                  | 1,49%                                                               | ---***                                                              | ---***                                                              | ---***                                                              | ---***                                                              |
| 14                                                                  |                                                                     | Melodia FM                                                          | 28                                                                  | 1,39%                                                               | ---***                                                              | ---***                                                              | ---***                                                              | ---***                                                              |
| 15                                                                  |                                                                     | Radio Clasica                                                       | 15                                                                  | 0,74%                                                               | ---***                                                              | ---***                                                              | ---***                                                              | ---***                                                              |
| 16                                                                  |                                                                     | Radiolé                                                             | ??                                                                  | ??                                                                  | ---***                                                              | ---***                                                              | ---***                                                              | ---***                                                              |
| 17                                                                  |                                                                     | Los 40 Dance                                                        | ??                                                                  | ??                                                                  | ---***                                                              | ---***                                                              | ---***                                                              | ---***                                                              |
| 18                                                                  |                                                                     | Digital Hits                                                        | ??                                                                  | ??                                                                  | ---***                                                              | ---***                                                              | ---***                                                              | ---***                                                              |
| Total                                                               | Total                                                               | Total                                                               | 2014                                                                | 100%                                                                | ---***                                                              | ---***                                                              | ---***                                                              | ---***                                                              |
| ------------------------------------------------------------------- | ------------------------------------------------------------------- | ------------------------------------------------------------------- | ------------------------------------------------------------------- | ------------------------------------------------------------------- | ------------------------------------------------------------------- | ------------------------------------------------------------------- | ------------------------------------------------------------------- | ------------------------------------------------------------------- |

*** Falta dades
|  | El gràfic que hauria de sortir aquí està desactivat temporalment per motius tècnics. |

|  | El gràfic que hauria de sortir aquí està desactivat temporalment per motius tècnics. |

### Distribució per sexe sobre l'audiència de la ràdio a Catalunya[10][9]
|  | El gràfic que hauria de sortir aquí està desactivat temporalment per motius tècnics. |

|  | El gràfic que hauria de sortir aquí està desactivat temporalment per motius tècnics. |

### Penetració del mitjà ràdio per sistema d'emissió a Catalunya[10][9]
|  | El gràfic que hauria de sortir aquí està desactivat temporalment per motius tècnics. |

|  | El gràfic que hauria de sortir aquí està desactivat temporalment per motius tècnics. |

### Rànquing de les ràdios a Catalunya segons l'audiència del 2019 (en milers d'oients)[10]
| Logo | Emissores            | De dilluns a diumenge | %      | De dilluns a divendres | %      | Barcelona | %      | Girona | %      | Lleida | %      | Tarragona | %      |
|      | Rac 1                | 786                   | 17,22% | 854                    | 17,65% | 569       | 17,07% | 85     | 18,52% | 55     | 18,52% | 78        | 16,27% |
|      | Catalunya Radio      | 594                   | 13,01% | 633                    | 13,08% | 388       | 11,64% | 75     | 16,33% | 49     | 16,50% | 83        | 17,33% |
|      | Ser Catalunya        | 326                   | 7,14%  | 339                    | 7%     | 262       | 7,86%  | 24     | 5,23%  | 15     | 5,05%  | 25        | 5,22%  |
| SER  |                      | 326                   | 7,14%  | 339                    | 7%     | 262       | 7,86%  | 24     | 5,23%  | 15     | 5,05%  | 25        | 5,22%  |
|      | Los 40               | 290                   | 6,35%  | 316                    | 6,52%  | 197       | 5,91%  | 36     | 7,84%  | 21     | 7,07%  | 36        | 7,52%  |
|      | Flaixbac             | 277                   | 6,07%  | 289                    | 5,96%  | 189       | 5,67%  | 51     | 11,11% | 15     | 5,05%  | 23        | 4,80%  |
|      | Cadena Dial          | 212                   | 4,64%  | 222                    | 4,58%  | 145       | 4,35%  | 13     | 2,83%  | 16     | 5,39%  | 38        | 7,93%  |
|      | Rock FM              | 202                   | 4,42%  | 216                    | 4,47%  | 161       | 4,83%  | 7      | 1,53%  | 13     | 4,38%  | 21        | 4,38%  |
|      | COPE                 | 199                   | 4,36%  | 207                    | 4,28%  | 153       | 4,59%  | 12     | 2,61%  | 9      | 3,03%  | 24        | 5,01%  |
|      | Cadena 100           | 193                   | 4,23%  | 207                    | 4,28%  | 149       | 4,47%  | 17     | 3,70%  | 14     | 4,71%  | 13        | 2,71%  |
|      | Flaix FM             | 185                   | 4,05%  | 187                    | 3,87%  | 120       | 3,60%  | 27     | 5,88%  | 18     | 6,06%  | 19        | 3,97%  |
|      | Rac 105              | 166                   | 3,64%  | 166                    | 3,43%  | 123       | 3,69%  | 19     | 4,14%  | 10     | 3,37%  | 14        | 2,92%  |
|      | Radio TeleTaxi       | 158                   | 3,46%  | 166                    | 3,43%  | 106       | 3,18%  | 31     | 6,75%  | 7      | 2,36%  | 15        | 3,13%  |
|      | Europa FM            | 136                   | 2,98%  | 152                    | 3,14%  | 109       | 3,27%  | 6      | 1,31%  | 5      | 1,68%  | 17        | 3,55%  |
|      | Onda Cero            | 123                   | 2,69%  | 137                    | 2,83%  | 105       | 3,15%  | 5      | 1,09%  | 4      | 1,35%  | 9         | 1,88%  |
|      | Los 40 Clasic        | 119                   | 2,62%  | 118                    | 2,44%  | 81        | 2,43%  | 5      | 1,09%  | 8      | 2,69%  | 25        | 5,22%  |
|      | Radio Nacional       | 106                   | 2,32%  | 111                    | 2,29%  | 76        | 2,28%  | 8      | 1,74%  | 5      | 1,68%  | 16        | 3,34%  |
|      | Catalunya Informacio | 95                    | 2,08%  | 98                     | 2,03%  | 64        | 1,92%  | 13     | 2,83%  | 11     | 3,71%  | 8         | 1,67%  |
|      | Kiss FM              | 87                    | 1,91%  | 87                     | 1,80%  | 81        | 2,43%  | 2      | 0,44%  | 3      | 1,01%  | 1         | 0,21%  |
|      | Radio Marca          | 58                    | 1,27%  | 65                     | 1,39%  | 57        | 1,71%  | 0      | 0,0%   | 0      | 0,0%   | 1         | 0,21%  |
|      | Los 40 Dance         | 39                    | 0,86%  | 45                     | 0,93%  | 38        | 1,14%  | 1      | 0,22%  | 1      | 0,34%  | 0         | 0,0%   |
|      | Melodia FM           | 37                    | 0,81%  | 40                     | 0,83%  | 36        | 1,08%  | 0      | 0,0%   | 0      | 0,0%   | 2         | 0,42%  |
|      | Radio 3              | 37                    | 0,81%  | 39                     | 0,81%  | 27        | 0,81%  | 7      | 1,53%  | 3      | 1,01%  | 1         | 0,21%  |
|      | Radiolé              | 38                    | 0,83%  | 36                     | 0,74%  | 24        | 0,72%  | 6      | 1,31%  | 3      | 1,01%  | 4         | 0,84%  |
|      | Catalunya Mùsica     | 27                    | 0,59%  | 27                     | 0,56%  | 20        | 0,60%  | 2      | 0,44%  | 2      | 0,67%  | 2         | 0,42%  |
|      | ICat                 | 26                    | 0,57%  | 28                     | 0,58%  | 16        | 0,49%  | 4      | 0,87%  | 5      | 1,68%  | 1         | 0,21%  |
|      | Radio 5              | 15                    | 0,33%  | 15                     | 0,31%  | 10        | 0,30%  | 1      | 0,22%  | 2      | 0,67%  | 1         | 0,21%  |
|      | Radio Clasica        | 13                    | 0,28   | 13                     | 0,27%  | 11        | 0,33%  | 0      | 0,0%   | 2      | 0,67%  | 1         | 0,21%  |
|      | Ràdio estel          | 12                    | 0,26%  | 14                     | 0,29%  | 10        | 0,30%  | 1      | 0,22%  | 0      | 0,0%   | 1         | 0,21%  |
|      | Radio 4              | 8                     | 0,18%  | 9                      | 0,19%  | 5         | 0,15%  | 1      | 0,22%  | 1      | 0,34%  | 0         | 0,0%   |
|      | Capital Radio        | 1                     | 0,02%  | 1                      | 0,02%  | 1         | 0,03%  | 0      | 0,0%   | 0      | 0,0%   | 0         | 0,0%   |
|      | Digital Hits         | ??                    | ??     | ??                     | ??     | ??        | ??     | ??     | ??     | ??     | ??     | ??        | ??     |
| ---- | -------------------- | --------------------- | ------ | ---------------------- | ------ | --------- | ------ | ------ | ------ | ------ | ------ | --------- | ------ |